# Mafia: Definitive Edition
Mafia: Definitive Edition este un viitor joc video de acțiune-aventură dezvoltat de Hangar 13 și publicat de 2K Games. Este o refacere a jocului video Mafia din 2002, a fost anunțat în mai 2020 și este programat pentru lansare în septembrie 2020 pentru Microsoft Windows, PlayStation 4 și Xbox One . Jocul este situat într-o versiune reproiectată a orașului fictiv Lost Heaven (după Chicago) în anii 1930 și urmărește ascensiunea și căderea unui taximetrist transformat în gangster, Tommy Angelo, în cadrul familiei mafiote Salieri.

## Modul de joc
Conceput ca o refacere completă a originalului, Mafia: Definitive Edition a fost construit de la zero cu noi texturi și o poveste extinsă, deși misiunile din jocul original sunt preluate. Ca și în jocul din 2002, jucătorii îl controlează pe Tommy Angelo pe tot parcursul jocului single-player. Nou in refacerea jocului este introducerea motocicletelor, acestea neexistând in jocul precedent lansat în 2002. Mecanica de joc se bazează pe cea din Mafia III.

## Dezvoltare
Pe 13 mai 2020, o refacere a jocului Mafia a fost anunțată de 2K Games, fiind intitulată Mafia: Definitive Edition, ca parte a Mafia: Triology - un efort de refacere a Mafia I, remasterizarea Mafia II și actualizarea Mafia III. Acesta este dezvoltat de Hangar 13 și va prezenta o „poveste extinsă, gameplay și coloană sonoră originală”.   Peste 200 de oameni lucrează la dezvoltarea jocului din birourile Hangar 13 din Praga și Brno și un număr necunoscut de persoane în birourile Brighton și Novato. A fost programat pentru lansare pe 25 septembrie 2020 pentru Xbox One, PlayStation 4 și Microsoft Windows. Acesta a fost inițial programat pentru lansare pe 28 august, dar a fost întârziat până la 25 septembrie din cauza pandemiei COVID-19.